# عنکبوت جهنده دونواره
عنکبوت جهنده دونواره (نام علمی: Telamonia dimidiata) نام یک گونه از تیره عنکبوت جهنده است.